# Макарий III
Архиепи́скоп Мака́рий III (греч. Αρχιεπίσκοπος Μακάριος Γ', в миру Михаил Христодулу Мускос, греч. Μιχαήλ Χριστοδούλου Μούσκος; 13 августа 1913, деревня Пано-Панайя — 3 августа 1977, Никосия) — кипрский религиозный и государственный деятель, епископ Кипрской православной церкви, в 1950—1977 гг. — её предстоятель с титулом: Блаженнейший Архиепископ Новой Юстинианы и всего Кипра. Президент Республики Кипр в 1960—1977 гг.

## Биография

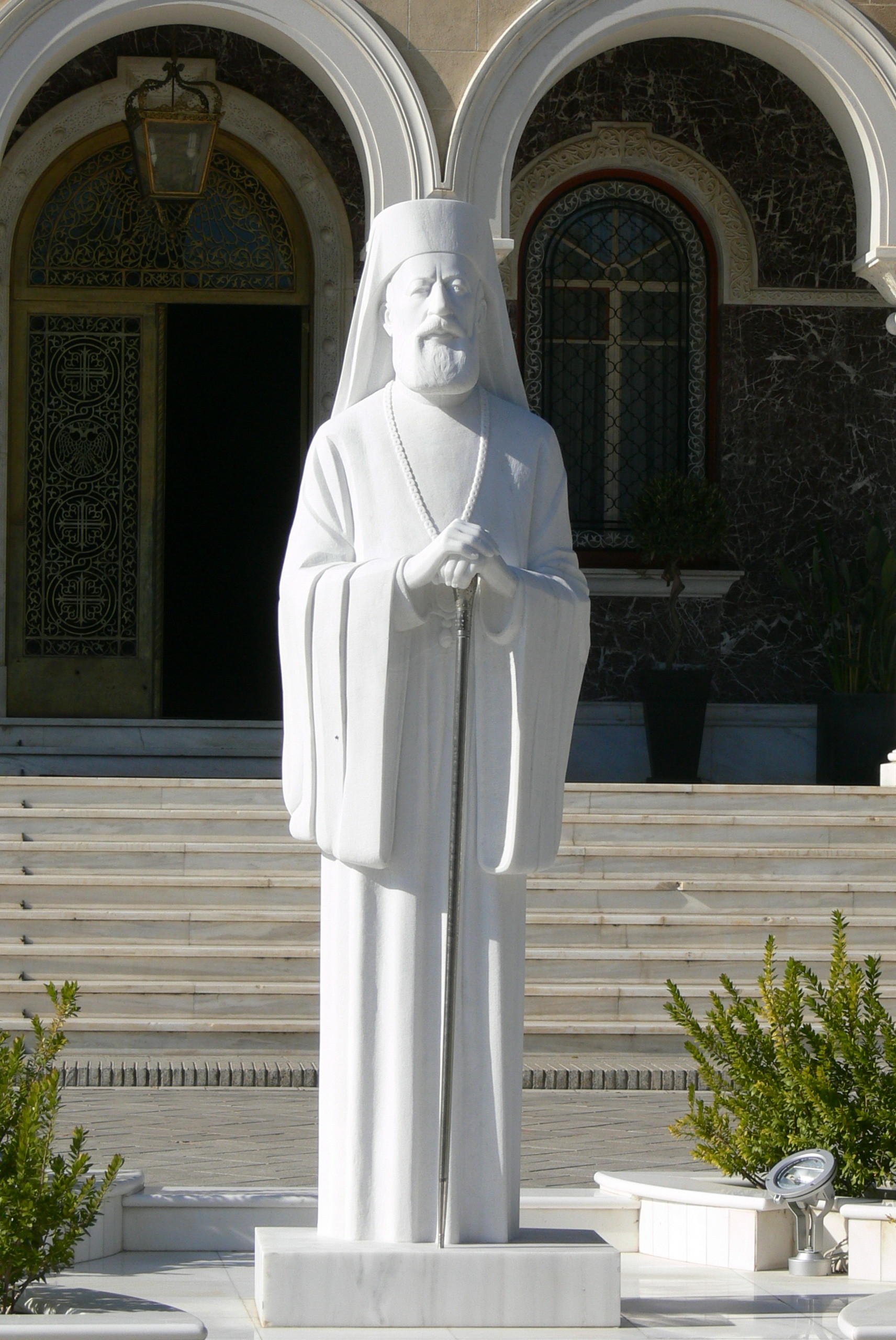
Статуя Макариоса.

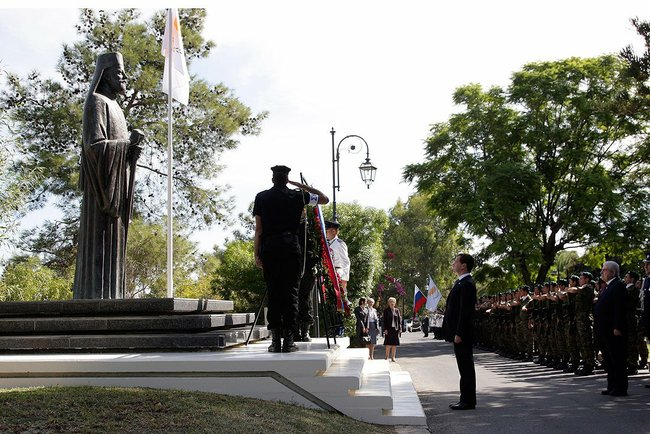
Дмитрий Медведев возложил венок к памятнику первому президенту Кипра архиепископу Макарию III.

Михаил Мускос родился 13 августа 1913 года в деревне Пано-Панайя в округе Пафос, в западной части Кипра, который был в то время британской колонией. Его отец Христодул Мускос был бедным крестьянином, а мать Елена Афанасиу умерла вскоре после его рождения.
Окончил начальную школу в родном селе. В 1926 году в возрасте 13 лет был зачислен послушником в монастырь Божией Матери Киккской, один из самых богатых и самых известных на Кипре. В возрасте 20 лет был отправлен обучаться в Панкипрскую гимназию в Никосии, которую окончил в 1936 году.
Вернувшись в Кикос, 7 августа 1938 года принял постриг с именем Макарий и был рукоположён во диакона.
Месяц спустя в качестве стипендиата Киккского монастыря направлен для обучения на богословский факультет Афинского университета. По его завершении в 1942 году поступил на юридический факультет, где учился до освобождения Греции от немецкой оккупации, после чего ненадолго вернулся на Кипр.
По возвращении в Афины 13 января 1946 года был рукоположён во пресвитера и возведён в сан архимандрита в храме святой Ирины, где до этого в течение пяти лет служил диаконом у митрополита Гирокастринского Пантелеимона (Котокоса).
В том же году прибыл в США для продолжения богословского образования. В течение двух лет посещал лекции в Бостонском университете по специальности «Социология религии».
8 апреля 1948 года, когда Макарий пребывал на учёбе в Бостоне, он был избран митрополитом Китийским. Хиротония состоялась 13 июня.
Вернувшийся на Кипр, находившийся тогда под британским колониальным управлением, митрополит Макарий вскоре превратился в авторитетного и харизматичного лидера, активно выступавшего за предоставление национальной независимости и объединение с материковой Грецией — Энозис.
20 октября 1950 года был избран архиепископом Новой Юстинианы и всего Кипра и этнархом.
Возглавив Кипрскую Церковь, развернул широкую деятельность за свободу Кипра. В связи со второй годовщиной со дня проведения плебисцита и основания Всекипрской организации молодёжи, в воскресенье 13 января 1952 года был совершён молебен в храме Явленного Образа Божией Матери («Панагиа Фанеромени»). В специально составленной Архиепископом Макарием к этому торжеству молитве призывалась помощь Божия угнетённому кипрскому народу в его стремлении освободиться от рабства и достигнуть многожеланной свободы. После молебна Архиепископом Макариосом была произнесена патриотическая речь, встреченная восторженно народом, и зачитано постановление кипрского греческого всенародного собрания, в котором выражалась решимость православных греков продолжать борьбу за свою независимость.
В феврале 1952 года обратился со специальным заявлением к постоянному заместителю министра колоний сэру Томасу Ллойду, посетившему тогда Кипр, в котором напомнив Декларацию Объединенных Наций о правах человека, самоопределении и свободе народов, Архиепископ Макарий выразил уверенность, что Великобритания из уважения к правам и воле кипрского народа предложит Ассамблее Организации Объединенных Наций рассмотреть кипрский вопрос. В сентябре 1952 года направил телеграмму председателю комиссии ООН о несамоуправляющихся странах, в которой напомнил, что греческий народ, составляющий 81 % населения Кипра, желает свободы и не прекратит борьбы за неё, пока не осуществит этого своего желания. Несколько дней спустя, Архиепископ Макарий передал британскому военному министру Энтони Хэду, посетившему проездом Кипр, решительный протест греческого народа острова против ограничения самоуправления, против продолжения английского режима на Кипре и размещения на нём военных баз.
1 апреля 1955 года на Кипре вспыхнуло восстание за освобождение острова. Между английским губернатором Кипра фельдмаршалом Хардингом и Архиепископом Макарием как вождем кипрского народа начались переговоры, которые длились с октября 1955 по март 1956 года, но к соглашению сторон не привели. Когда Архиепископ Макариос отказался принять навязываемый англичанами план решения кипрского вопроса, английское правительство 5 марта 1956 года официально заявило, что переговоры между британцами и киприотами прерваны.
За активную борьбу за права греков-киприотов Архиепископ вместе с митрополитом Киренийским Киприаном по приказанию губернатора Хардинга 9 марта 1956 году был тайно взят под стражу и сослан на Сейшельские острова. Здесь Архиепископ Макарий построил на свои средства школу для детей из местного населения.
В 1957 году под давлением киприотов и мировой общественности Архиепископ Макарий и митрополит Киренийский Киприан были освобождены с условием, чтобы, оставив место заключения, они отправились куда угодно, но не на Кипр, после чего оба уехали в Афины.
Находясь в изгнании, решительно выступил против осуществления на острове «плана Макмиллана», заключавшегося в сохранении Кипра в качестве военной базы.
В феврале 1959 года участвовал в Лондонском совещании, явившемся продолжением переговоров в Цюрихе. В Лондоне были подписаны соглашения, на основе которых позднее острову была предоставлена самостоятельность. В марте того же года, после принятия Цюрихско-Лондонского соглашения, Архиепископ Макарий и митрополит Киприан уже смогли возвратиться на Кипр. В апреле вернулся на Кипр и митрополит Пафский Фотий.
В декабре 1959 года в ходе первых президентских выборов при поддержке ЭОКА был избран президентом независимого Кипра и занял свой пост 16 августа 1960 года.
В конце декабря 1963 года произошли вооруженные столкновения между греческим и турецким населением Кипра, приведшие к многочисленным жертвам. Великобритания, Турция и Греция вмешались в конфликт с целью навязать свои планы урегулирования конфликта. На остров были введены войска ООН, а общины сгруппированы по нациям. В июне 1964 году в Вашингтоне был создан план Ачесона, предусматривающий присоединение острова к Греции.
Однако позже на протяжении его президентства организация Георгиоса Гриваса ЭОКА неоднократно предпринимала попытки убийства архиепископа Макариоса, пока не свергла его 15 июля 1974 года в результате государственного переворота, спровоцировавшего турецкое вторжение на Кипр.
Путч в июле 1974 года, инспирированный режимом «черных полковников» в Греции, вынудил Макариоса ненадолго эмигрировать в Лондон, однако в 1975 году он возвратился на Кипр и вновь занял пост президента, управляя контролируемой греческой общиной южной частью острова.
Его опорой в последние годы правления стала завоевавшие все места в парламенте на выборах 1976 года широкая коалиция, которая включала либералов (Демократическая партия), коммунистов (Прогрессивная партия трудового народа Кипра) и социал-демократов (Движение за социал-демократию). Архиепископ, находивший общий язык с коммунистами как внутри страны, так и на международной арене (и как партнёр СССР и его союзников, к которым обращался за помощью в периоды обострения отношений с западными странами или Турцией, и как активный участник Движения неприсоединения), получил прозвище «средиземноморский Кастро».
Скончался от сердечного приступа 3 августа 1977 года, испытывая проблемы с сердцем ранее в том же году, вероятно. Его сердце было извлечено во время вскрытия и с тех пор хранится в его бывшей спальне во Дворце архиепископа. Похоронен в гробнице на горе Трони, как и было завещано.
На его похоронах в соборе Святого Иоанна, расположенном рядом с архиепископством в Никосии, присутствовали 182 высокопоставленных лица из 52 стран. Около половины (250000) кипрско-греческого населения острова пришли на его похороны.

## Награды
- Орден Святого равноапостольного великого князя Владимира I степени — вручен в сентябре 1964 года во время встречи Макария и Московского патриарха и всея Руси Алексия I в Афинах.

## Память
- В честь Макариоса названа центральная улица Никосии — Макариос-авеню.
- В память о его жизни перед дворцом архиепископа в Никосии была установлена внушительная бронзовая статуя Макария; в 2008 году статуя была перенесена в монастырь Киккос и заменена мраморной статуей Макариоса в натуральную величину.
- Богословская школа в Кении, деньги на строительство которой Макарий выделял 1971 году была в последствии названа его именем.
- Созданный согласно завещанию Макариоса фонд открыл в 1978 году культурный центр, в который входят Византийский музей, библиотека, издательство, картинная галерея и стационарный медицинский центр.

## В культуре
- «Аттила '74[англ.]» (англ. Attilas '74) (1974) — документальный фильм реж. Михалис Какояннис
- «Убить Макария» (греч. Δολοφονήστε τον Μακάριο) (1975) — художественный фильм реж. Костас Деметриу и Павлос Филиппу
- «Макарий: великий поход» (греч. Δολοφονήστε τον Μακάριο) (1977) — документальный фильм реж. Эвангелос Иоаннидис
- «Кипр зимой» (англ. Cyprus in Winter) (2024) — короткометражный документальный фильм реж. Даннис Коромилас